# Parti social-démocrate des ouvriers (Pays-Bas)
Pour les articles homonymes, voir Parti social-démocrate.
Le Parti social-démocrate des ouvriers (en néerlandais : Sociaal Democratische Arbeiders Partij, SDAP) est un ancien parti politique des Pays-Bas, fondé en 1894 et disparu pour former le Parti travailliste en 1946.

## Histoire du Parti

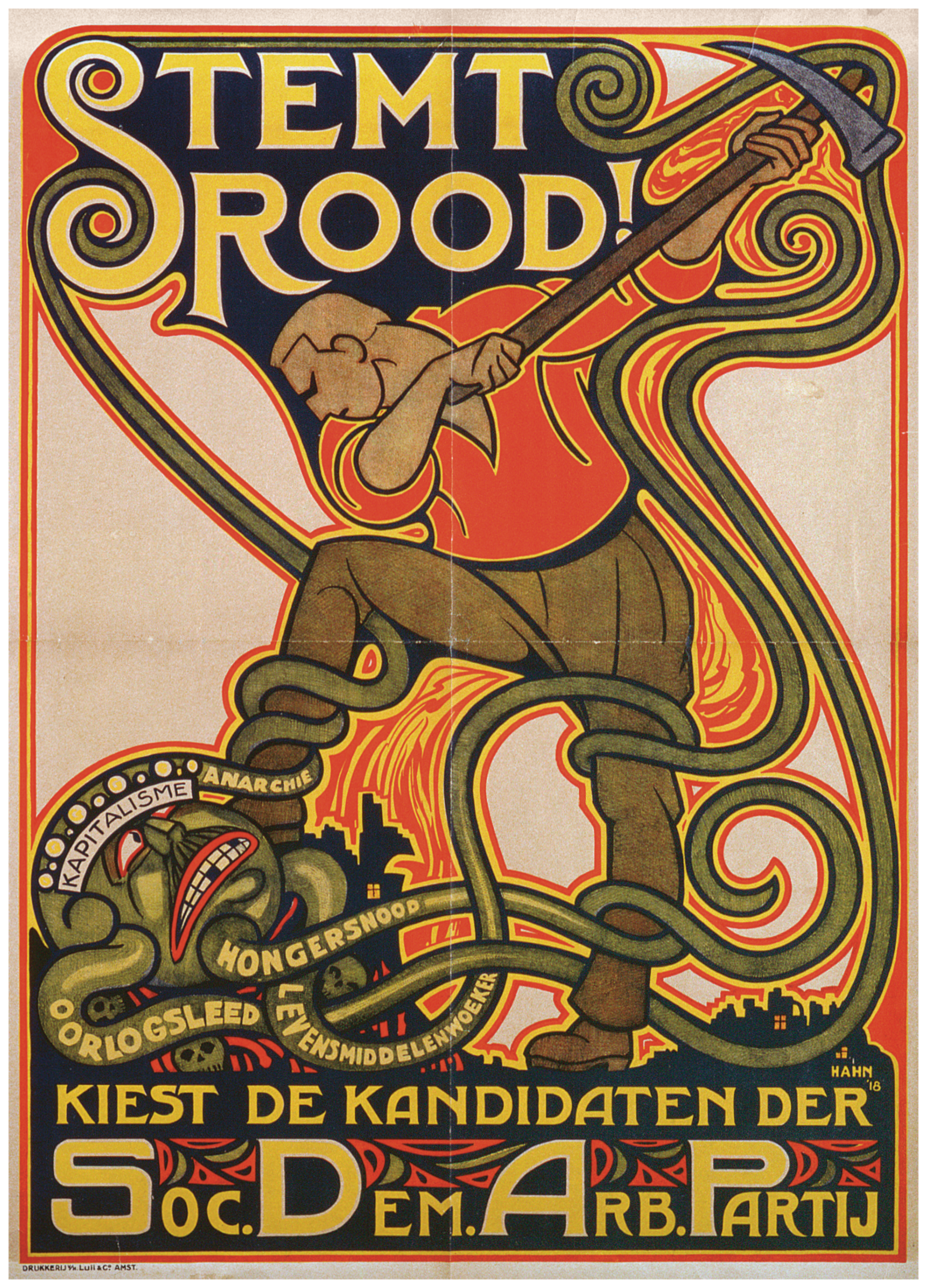
Affiche électorale de 1918.

### 1893-1904
Le parti est fondé par des membres de la Ligue sociale-démocrate (SDB) après un conflit entre les ailes anarchistes et réformistes. Lors du congrès du SDB en 1893, à Groningue, une majorité se prononça pour l'arrêt de la participation aux élections. Ils craignaient que le travail parlementaire ne les éloigne du socialisme.
Une minorité des membres, emmenée par Pieter Jelles Troelstra, essaya d'empêcher cette décision, puis quitta le parti pour en créer un nouveau. La création d'un nouveau parti était controversée au sein du mouvement socialiste, parce que Troelstra était vu comme une force bourgeoise ayant détruit l'unité du SDB et du mouvement socialiste.
Lorsque les anarchistes commencèrent à prendre le contrôle total du SDB, d'importantes figures régionales sociales-démocrates rejoignirent le groupe de Troelstra. Ensemble, ils formèrent un groupe appelé "les douze apôtres". Ils venaient presque tous des provinces de Frise et de Groningue, ou des grandes villes d'Amsterdam et de Rotterdam. Ils étaient pour la plupart des gens instruits occupants des fonctions bourgeoises: enseignants, avocats, hommes d'église... C'est pourquoi les membres du SDB se moquèrent longtemps du SDAP en l'appelant le parti (P) des enseignants (S) (Schoolmeesters), des vicaires (D) (Dominees) et des avocats (A) (Advocaten).
Le parti fut fondé à Zwolle en 1894. Le programme du parti était une traduction littérale du programme d'Erfurt du Parti social-démocrate d'Allemagne (SPD). Les deux partis croyaient en une révolution immanente qui mettrait un terme aux souffrances et aux inégalités entre les classes et entre les hommes et les femmes. Le travail parlementaire n'était vu que comme un moyen d'aider les ouvriers en attendant la révolution.
Dans les premières années, le SDAP fut un petit parti recherchant la meilleure manière de s'organiser lui-même. Il fut beaucoup aidé, tant sur le plan de l'organisation que financièrement, par le SDP allemand. Il fut reconnu l'année même de sa fondation comme section néerlandaise de l'Internationale socialiste. Le parti était ouvert aux autres organisations socialistes, tels que les syndicats.
En 1897, le parti gagna ses deux premiers sièges à la seconde Chambre des États généraux, la chambre basse du parlement néerlandais. Pieter Jelles Troelstra gagna un siège en Frise et devint le chef du groupe au parlement. Au parlement, le SDAP soutint la législation sociale du gouvernement de majorité libérale, mené par Nicolaas Gerard Pierson. Durant cette période, le parti devint le plus grand parti socialiste du pays, attirant des écrivains et des poètes célèbres tels que Herman Gorter, Henriëtte Roland Holst-van der Schalk et Herman Heijermans, ainsi que le journaliste Pieter Lodewijk Tak.
En 1900, le leader du parti Troelstra se rendit à Berlin et reçut une importante somme d'argent grâce à laquelle le parti créa son propre quotidien, appelé Het Volk, Dagblad voor de Arbeiderspartij (Le Peuple, journal du parti des travailleurs). La même année, ce qui restait de la Ligue sociale-démocrate (SDB), renommée Ligue socialiste, rejoignit le SDAP.
Lors des élections de 1901, le SDAP s'en sortit particulièrement bien: il tripla ses sièges pour en compter six. Cependant, les libéraux perdirent leur majorité et un gouvernement chrétien-démocrate, composé des protestants du Parti anti-révolutionnaire et des catholiques de la Ligue catholique générale, fut formé. Le SDAP fut ignoré par le gouvernement.
Cette victoire permit toutefois au parti d'acquérir un poids certain vis-à-vis des autres organisations socialistes associées, qui durent s'intégrer dans le parti.

### 1903-1919
En 1909, la tendance radicale regroupée autour du journal De Tribune (les tribunistes) quittent le SDAP et créent le Sociaal-Democratische Partij (SDP), précurseur du Parti communiste des Pays-Bas.